# The Sleeping
The Sleeping est un groupe de rock américain originaire de Long Island, formé en 2003.

## Historique
Le groupe a été fondé par Cameron Keym, Sal Mignanio et Joe Zizzo à partir des restes de Skycamefalling.
Après avoir auditionné vingt-deux chanteurs potentiels, ils rencontrèrent Doug Robinson, ancien chanteur et guitariste du groupe Stillwell.
Le 6 août 2008, Cameron Keym quitta le groupe. Le groupe a recruté Paul Cadena et Christopher Evans.
Le groupe a sorti trois albums.

## Membres
- Salvastore Mignano - basse
- Joseph Zizzo - batterie
- Douglas Robinson - chant
- Paul Cadena - guitare
- Christopher Evans - Piano

### Ancien membre
- Cameron Keym - guitare & piano

## Discographie

### Albums
- Questions And Answers (2006)
- Believe What We Tell You (2007)
- What It Takes (2009)
- The Bid Deep (2010)

### Clips
- Loud And Clear
- Don't Hold Back
- Bomb The World
- You'll Be a Corspe Before Your Time
- Young Vibes... Don't Run Away From Me